# James Charles Bulger
Capitán James Charles Bulger (1881-1965) fue un militar de origen estadounidense que participó en la Revolución mexicana. 

## Inicios
Nació el 31 de mayo de 1881 en Brooklyn, Nueva York. Comenzó su lucha revolucionaria en Honduras durante 1897 y más tarde luchando en Nicaragua. 

## Militar
Fue reclutado por el Ejército de los Estados Unidos al principio de la Guerra Hispano-Estadounidense desarrollada en Cuba y sirvió en las Islas Filipinas durante la Guerra Filipino-Estadounidense. En 1905, él compró una extensión de tierra en Colorado y fundó la Ciudad Bulger a medio camino entre Ft. Collins, Co. y Cheyenne, Wyoming. La ciudad no se desarrolló como él hubiera querido por lo que en 1911 comienza una nueva etapa de lucha en México durante la Revolución mexicana, primero, luchando por Francisco I. Madero. Al triunfo de la causa maderista en 1912, vuelve a Colorado y funda una segunda ciudad que también falla en su desarrollo.

## Desenlace
Cuando en 1914 se habló en Estados Unidos de una posible guerra con México después de la ocupación estadounidense de Veracruz, Bulger fue a Denver a reclutar un regimiento de veteranos voluntarios. Durante una riña ebrio mata al dueño de un hotel. Fue condenado por homicidio y pasó los siguientes 46 años en la Prisión de Estado de Colorado. Fue puesto en libertad condicional en 1961, pero decidió permanecer como jardinero de la prisión hasta su muerte en 1965.